# Giunio Quarto Palladio

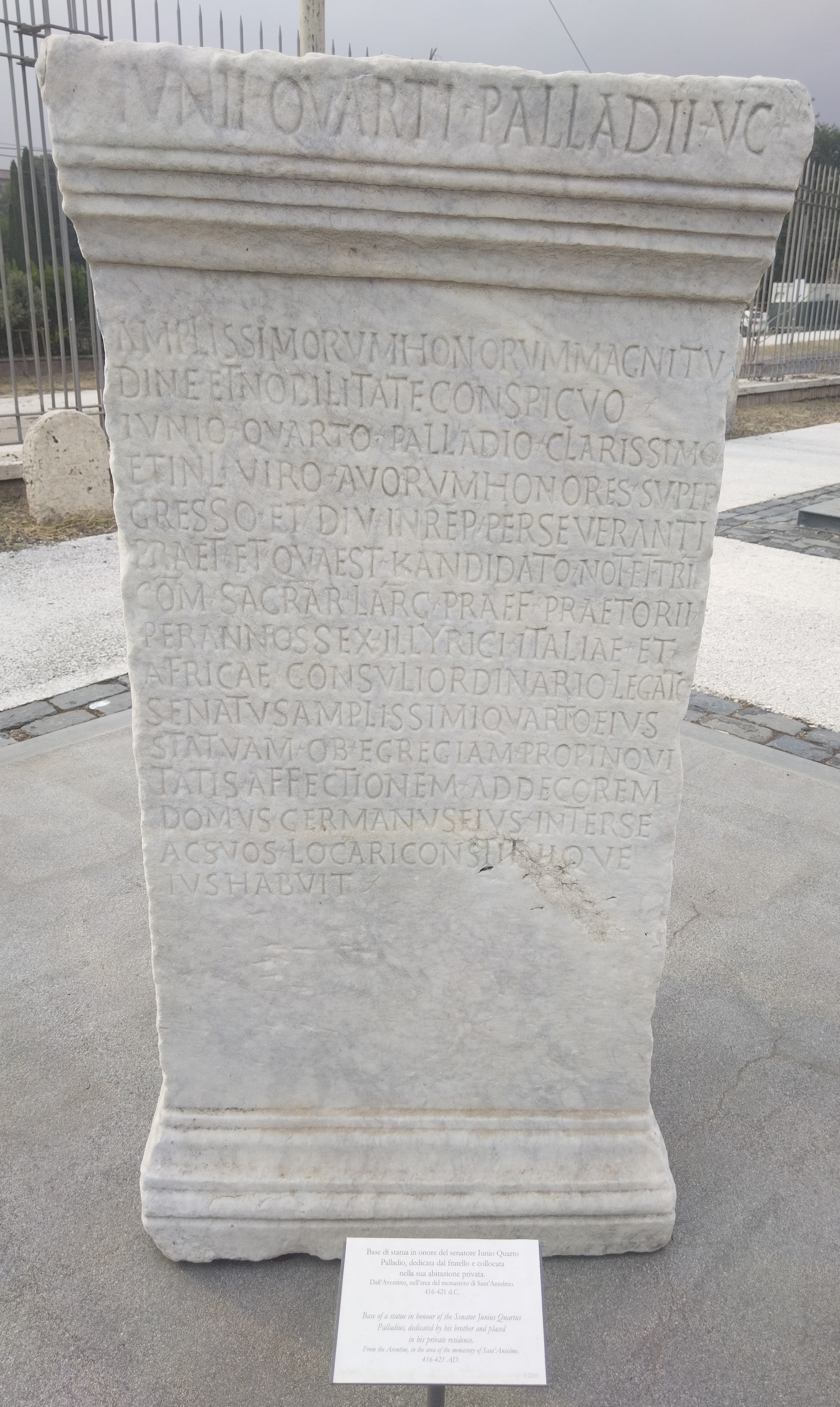
Base della statua dedicata a Iunius Quartus Palladius e contenente l'iscrizione con la sua carriera.

Flavio Giunio Quarto Palladio (latino: Flavius Iunius Quartus Palladius; fl. 408-421) è stato un politico dell'Impero romano d'Occidente, Console nel 416, Prefetto del pretorio d'Italia, Africa e Illirico per sei anni, rappresentante del Senato romano per quattro volte.

## Biografia
Appartenente a una nobile famiglia, la sua carriera è tramandata da un'iscrizione ritrovata sull'Aventino, a Roma, dove la sua famiglia aveva delle proprietà; l'iscrizione si trova sulla base di una statua eretta a Palladio da parte del fratello.
Fu "pretore e questore candidato", "notario e tribuno" e poi comes sacrarum largitionum. Va probabilmente identificato col Palladio che si trovava a Roma nel tardo 408/inizio 409, in occasione del primo assedio di Alarico. In questa occasione Palladio fu incaricato di raccogliere tra gli aristocratici romani i preziosi per il tributo da pagare ad Alarico, ma non poté trovarne a sufficienza e dovette spogliare i residui ornamenti dei templi pagani dell'Urbe.
Nel 416 ebbe l'onore del consolato, con l'imperatore Teodosio II come collega. Per sei anni, dal 416 al 421, fu Prefetto del pretorio d'Italia, Africa e Illirico. Il 30 aprile 418 ricevette una legge promulgata dall'imperatore Onorio, che gli ordinava di espellere i Pelagiani da Roma; insieme ai colleghi Monaceio e Agricola promulgò una editto prefettizio contro i seguaci di Pelagio.
L'iscrizione romana parla anche di quattro missioni come rappresentante del Senato romano, ma non è nota l'occasione di nessuna di queste.